# Northern Arizona Suns 2019-2020
La stagione 2019-20 dei Northern Arizona Suns fu la 14ª nella NBA D-League per la franchigia.
I Northern Arizona Suns al momento dell'interruzione della stagione a causa della pandemia da COVID-19, erano quinti nella Pacific Division con un record di 8-34.

## Roster
| N° | Naz.                   | Ruolo | Sportivo          | Anno | Alt. | Peso |
| -- | ---------------------- | ----- | ----------------- | ---- | ---- | ---- |
| 0  | Stati Uniti (bandiera) | G     | Jalen Lecque      | 2000 | 191  | 86   |
| 3  | Stati Uniti (bandiera) | C     | Norense Odiase    | 1995 | 203  | 113  |
| 4  | Stati Uniti (bandiera) | G     | Matt Farrell      | 1996 | 185  | 79   |
| 5  | Stati Uniti (bandiera) | A     | Anthony Lawrence  | 1996 | 201  | 95   |
| 7  | Stati Uniti (bandiera) | G     | Keljin Blevins    | 1995 | 198  | 91   |
| 8  | Stati Uniti (bandiera) | G     | Daxter Miles      | 1995 | 191  | 84   |
| 9  | Stati Uniti (bandiera) | G     | Ahmed Hill        | 1995 | 196  | 93   |
| 9  | Nigeria (bandiera)     | G     | Ike Nwamu         | 1993 | 196  | 93   |
| 10 | Stati Uniti (bandiera) | G     | ShawnDre' Jones   | 1994 | 183  | 77   |
| 11 | Stati Uniti (bandiera) | A     | Tariq Owens       | 1995 | 208  | 93   |
| 12 | Stati Uniti (bandiera) | G     | Jared Harper      | 1997 | 180  | 75   |
| 15 | Stati Uniti (bandiera) | G     | Trayvon Palmer    | 1994 | 198  | 84   |
| 21 | Stati Uniti (bandiera) | C     | Aaron Epps        | 1996 | 208  | 100  |
| 44 | Germania (bandiera)    | G     | David Krämer      | 1997 | 191  | 84   |
|    | Stati Uniti (bandiera) | G     | Ty Jerome         | 1997 | 196  | 88   |
|    | Stati Uniti (bandiera) | A     | Stephen Ugochukwu | 1996 | 201  | 100  |

## Staff tecnico
- Allenatore: Bret Burchard
- Vice-allenatori: Jhared Simpson, Tanner Massey, Thomas Jackson
- Preparatore atletico: Shanice Johnson